# Zavóljskoie
Zavóljskoie (en rus: Заволжское) és un poble de l'óblast d'Astracan, a Rússia, segons el cens del 2021 tenia 1.284 habitants.